# سبيكة وخس
سبيكة وخس هي سلسلة مطاعم في المملكة المتحدة لها عدد كبير من الفروع في لندن، وجنوب شرق إنجلترا. افتتح هيو كوربيت أول مطعم وحانة من سلسلة مطاعم وحانات سبيكة وخس في أيسلنجتون في عام 1985. وقد حاول تحسين البيئة العامة للمطاعم والحانات في وقت كانت معايير خدمات تقديم الطعام فيه منخفضة غالبًا. وبحلول عام 2017، أصبح هناك نحو 70 فرعًا من فروع السلسلة منتشرين في أنحاء بريطانيا.
صمم المطعم والحانة للرواد من فئة الشباب، ويهدف إلى جذب عدد متساوٍ من الرجال والنساء على السواء بتصاميم «صديقة للإناث». حافظت السلسلة على بقائها وشعبيتها وطورت نفسها باستمرار لكي تواكب معايير ومتطلبات السوق الحالية. تداول السلسلة عددًا من الملّاك على مدى تاريخها، وهي مملوكة حاليًا لشركة ستون جيت بوب كامباني Stonegate Pub Company التي يقع مقرها في بلدة لوتون بمقاطعة بيدفوردشير في إنجلترا.

## التاريخ

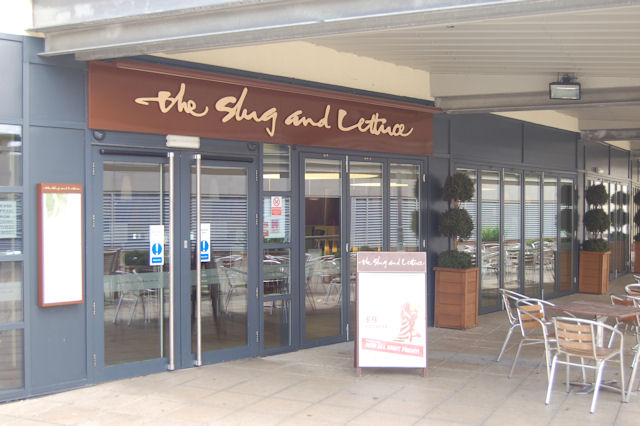
مطعم وبار سبيكة وخس في مقاطعة دورهام

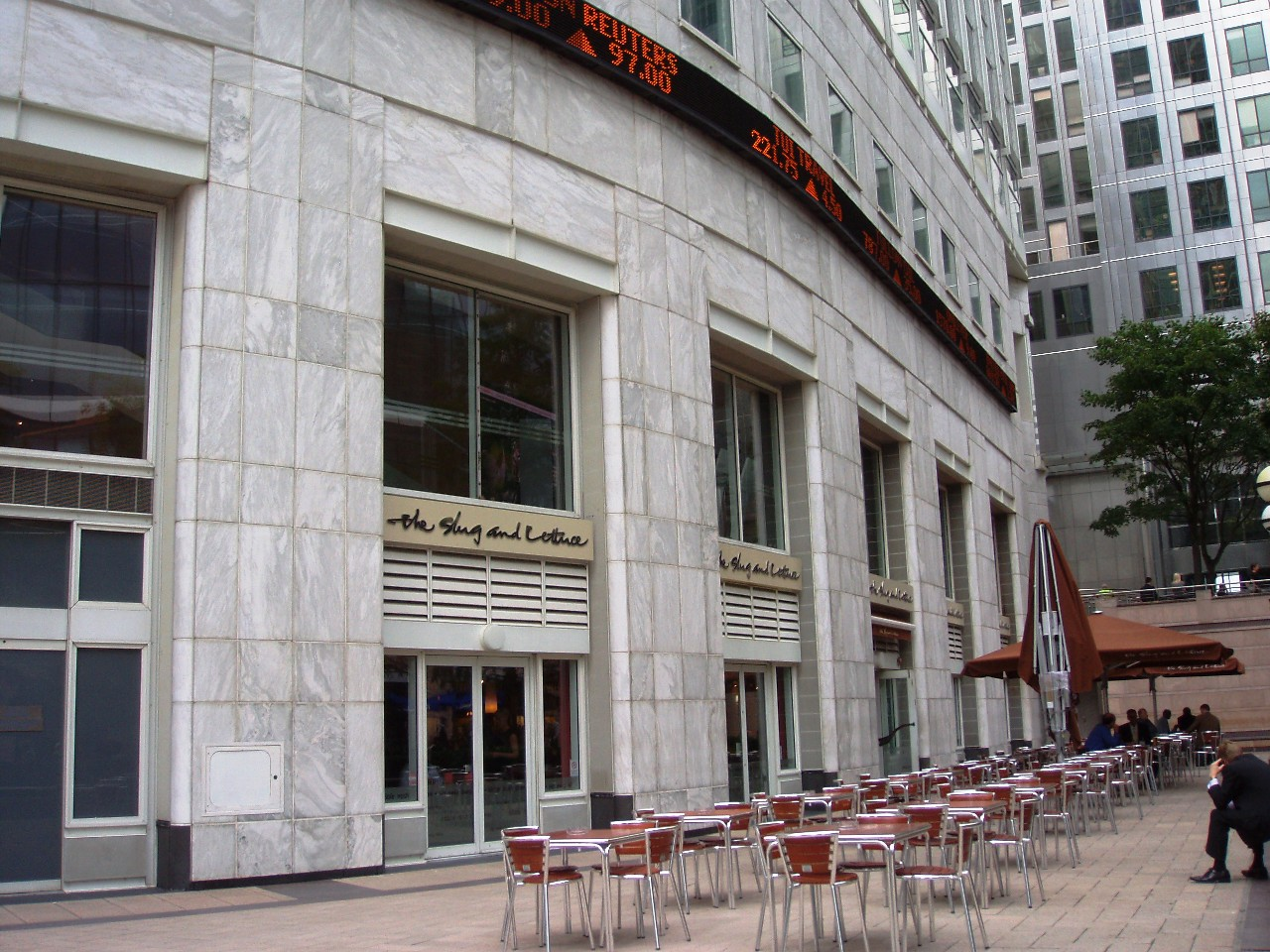
مطعم وحانة سبيكة وخس في كناري وارف في لندن

افتتح هيو كوربيت، وهو رجل أعمال ذو خبرة سابقة في إدارة الفنادق، مطعم وحانة سبيكة وخس في أيزلينجتون شماليّ لندن في عام 1985. كانت مدينة إيزلنجتون في ذلك الوقت قد صارت أكثر تطورًا بسبب قربها من الحي المالي في مدينة لندن. كان كوربيت يمتلك عددًا صغيرًا من المطاعم والحانات التي أعتاد تسميتها بأسماء فكاهية أو لا معنى لها كي تحظى بتأثيرٍ مميّزٍ عن المنافسين الآخرين وتلفت انتباه روادها بشكلٍ أكبر. وكانت حاناته تتميز بنسق متباين بشكل ملحوظ في ذلك الوقت مثل الأرضيات المجردة من السجّاد، والنوافذ الموسعة حتى يتمكن الناس في الشارع من رؤية ما بداخلها. سجّل كوربيت مجموعته التجارية عام 1989 تحت اسم شركة فاست فوروورد (Fast Forward) وقد كان للسلسلة نحو تسعة فروع. وفي عام 1990 وصف الصحفي البريطانيّ روجر بروتز المجموعة بأنها تقليد لسلسلة حانات فيركين لديفيد بروس.
في عام 1992 استحوذت شركة جروسفينور إنز التي يملكها ويديرها ديفيد بروس على شركة فاست فوروورد مقابل 4.46 مليون جنيه إسترليني، وبذلك قد وصل إجمالي عدد الحانات المملوكة لشركة جروسفينور إلى ثلاثين فرعًا. كانت شركة فاست فوروورد في ذلك الوقت تمتلك ثلاثة عشر حانة تقع جميعها حول منطقة لندن، وكانت سبع حانات منها تحمل الاسم التجاري لمطعم وحانة السبيكة. اتخذت الشركة قرارها حينئذ بجعل الحانات أكثر حداثة ومواءمة لمرتاديها من فئة الشباب الذين هم في العشرينات والثلاثينيات من العمر وجعل الطابع الغالب عليها هو طابع المطاعم، مع الإبقاء على القليل من سماتها كحانة، لتصبح مكانًا صاخبًا يلائم الشباب ولكن ليس من الذكور فقط، ولا ينطوي جوها العام على بيئة ذكورية جدًا، بهدف تحقيق نسبة متساوية من الرواد من الذكور والإناث على السواء. وقد أسندت الشركة لشيلا ماكنزي مؤسسة سلسلة مطاعم وحانات بيتشر أند بيانو الصديقة للإناث مهمة وضع سياسات هذه التغييرات، وكان الاسم الجديد لمطعم وحانة سبيكة وخس Slug and Lettuce)) من بين بنات أفكارها. شعر مالك مجموعة جروسفينور فيما بعد أن سلسلة المطاعم والحانات قد «ضلت طريقها» وباتت تركز على تعزيز خدماتها الغذائية فحسب.
في عام 1995 تغيّر اسم مطعم وحانة سبيكة وخس مرّة أخرى، ولكن في هذه المرة كـ «بار إنجليزي معاصر» تم تصميمه على نمط متوسط يراوح بين مقهى أوروبي حديث الطراز وحانة إنجليزية كلاسيكية. وقد شكلت المواد الغذائية في ذلك الوقت 30 في المائة من إجمالي المبيعات. في عام 1997 كان المنافسون الأساسيّون للسلسلة هم سلاسل مطاعم أول بار ون All Bar One، وبيتشر أند بيانو، في عام 1998 غيرت مجموعة جروسفينور إنز اسمها لتصبح مجموعة سبيكة وخس (سلاج أند لاتيس جروب)، مما يعكس حقيقة أن السلسلة المكونة الآن من 22 مطعمًا وحانة قد أصبحت محور تركيز الشركة الوحيد.[19] أعلنت السلسلة أيضًا أن فروعها لن تحتوي ماكينات التسلية بالجوائز الشائعة في العديد من الحانات الأخرى. وفي عام 1998 واجهت السلسلة أول انتكاسة كبيرة لها بعد أن توسعّت في شمال إنجلترا بحيث أضافت خمسة فروع جديدة في مدن نوتنجهام، ويورك، ومانشستر، وهاروجيت، وليدز. وحققت جميع هذه الفروع خسائر في الأرباح في الأشهر الستة الأولى من تشغيلها، ممّا أدى إلى إطلاق أوّل تحذير أرباح للشركة. في عام 1999 دخلت السلسلة السوق الاسكتلندية لأول مرة  مع افتتاح فرع لها في جلاسكو. وفي الوقت نفسه تعرض مجلس إدارة الشركة لانتقادات بسبب افتقاده للديناميكية، وبطئه الشديد في زيادة عدد منافذ البيع.
أطلقت السلسلة موقعًا رسميًّا على شبكة الإنترنت في فبراير 2000. تقدم جميع فروع مطاعم وحانات سبيكة وخس الطعام على مدار اليوم، ومعظم الوجبات مستوحاة من المطبخ الإنجليزي، مع عروض تشمل الساندويتشات والبرجر والمعجنات، والسلطات. كما تقدّم الفروع مجموعة من الكوكتيلات، والبيرة، والنبيذ. وبدءًا من عام 2011 أصبحت فروع السلسلة تفتح أبوابها في وقت مبكّر من اليوم كي تسمح لروادها بتناول وجبات الإفطار.
في منتصف عام 2000 أعلنت شركة إس إف آي SFI مالكة سلسلة مطاعم ليتن تري (Litten Tree) عن استحواذها على مجموعة مطاعم سبيكة وخس بقيمة 31.6 مليون جنيه إسترلينيّ سدّدتها الشركة في صورة أسهم، وتركت ماكنزي السلسلة لتواجه تحدّيات جديدة. وقد كان للسلسلة في ذلك الوقت 32 فرعًا. وكانت السلسلة وقتئذٍ وفقًا للمحلّلين صغيرة جدًا ومثقلة بالديون بحيث لا يمكنها تجاوز أزماتها بمفردها. ومن ثمّ قامت شركة SFI بتجديد عدد من فروعها الحالية وضمّها إلى السلسلة بموجب امتلاكها للاسم التجاري لشركة سلسلة مطاعم سبيكة وخس، وبحلول عام 2004 أصبح لدى السلسلة 56 فرعًا. حاولت شركة SFI في عام 2005 إعادة وضع السلسلة كما كان واستعادة الطراز الراقي لتناول الطعام، تحسّبًا لقرار حظر التدخين المرتقب. في يونيو 2005 باعت إدارة شركة SFI 98 من فروعها البالغ عددها 150 فرعًا لشركة لوريل بوب التي يسيطر عليها روبرت تشنجويز مقابل 80 مليون جنيهًا إسترلينيًّا. ولكن في عام 2008 انهارت شركة لوريل نفسها وأصبحت سلسلة مطاعم سبيكة وخسة جزءًا من مجموعة مطاعم بأي Bay Restaurant Group، ثم نقلت ملكيتها لشركة حانات تاون أند سيتي، سحبت شركة حانات تاون أند سيتي Town & City Pub Company فيما بعد فروع السلسلة من عدد من المواقع، بما فيها فرعيها في جلاسكو وكارديف تاركة فرعًا واحدًا لها فقط في اسكتلندا، ولم يعد لها وجود في ويلز. في عام 2010 بدأت تاون أند سيتي في تجديد الفروع، وحوّلت تصميمها الملون باللون البني إلى تصميم جديد بلون الباذنجان، كما قامت بتجديد الأثاث والإضاءة. وفي يونيو 2011 اندمجت شركة تاون أند سيتي مع شركة ستون جيت بوب كامباني.
في سبتمبر 2012 أعلن إيان باين رئيس مجلس إدارة شركة ستون جيت عن خططه لتوسيع نطاق السلسلة والتي زعم أنها ملكت زمام الكثير من الشوارع الرئيسية في خلال السنوات الثلاث الماضية، وكانت تتمتع بنمو مزدوج الرقم. وبدءًا من عام 2012 أخذت الشركة في تجديد الفروع وإضافة تصميمات مختلفة الألوان تتنوّع ما بين الذهبي، والأرجواني، والأخضر، والخوخي.

## التشغيل
تتكون قائمة الطعام إلى حد كبير من المأكولات التقليدية المستوحاة من المطبخ الإنجليزي، وتشمل عناصرًا مثل البرجر، والكاري، والمعكرونة، والسلطات. وتركز السلسلة في المشروبات على البيرة، والنبيذ والكوكتيلات التي تعتمد على المشروبات الروحية مثل شاي لونج آيلاند المثلج وكوكتيل الموخيتو. تحولت السلسلة في عام 2006 إلى بيع قهوة التجارة العادلة بشكلٍ حصريّ. بلغ متوسط حجم العائدات السنويّة التي حققتها السلسلة في عام 2000 لكل موقع أقل بقليل من 900 ألف جنيه إسترليني. وعادة ما تشغل الفروع في كل منطقة مساحةً تقدّر بحوالي 2000 قدم مربعة في نطاق محاط بالبنوك، والكنائس المحولة.

## ردود الأفعال والانتقادات
وصفت صحيفة التايمز البريطانية في عام 1994 السلسلة بأنها «مكان عصري تحتشد فيه أخشاب الصنوبر المكشوفة». ووصف التصميم الداخلي لفروع السلسلة بأنه «بسيط». تعرضت السلسلة للانتقاد من قبل البعض مثل الكاتب ويل سيلف لنشرها نمطًا موحّدًا لا طعم له من الحانات في جميع أنحاء الشوارع الرئيسية البريطانية، ولإزالة العناصر الفردية التي كانت تميز كل واحدة من الحانات على حدا قبل أن تحولها لفرع من فروعها. في عام 1997 أزالت شركة سبيكة وخس المبنى المدرج كتراث معماريّ لمطعم الماهوجني القديم في مثلث أيسلينجتون بشكل غير قانوني، والذي أجبرت لاحقًا على ترميمه.
شهدت جاذبية الاسم التجاري لسبيكة وخس العديد من محاولات التقليد على نطاق واسع حيث علقت زوي ويليامز من صحيفة الجارديان في عام 2012 «هل يتذكر كل منا في حقبة التسعينيات كيف طورت سلسلة مطعم وحانة سبيكة وخس نفسها عن عمد لجذب مرتادات المطاعم والحانات من النساء؟ وبعد ثانيتين  صار هذا هو المكان الذي أراد جميع الرجال أن يرتادوه أيضًا بحيث أصبحت جميع الحانات تشابه حانات سبيكة وخس من أجل البقاء؟»